# Szalmatercs
Szalmatercs je vas na Madžarskem, ki upravno spada pod podregijo Salgótarjáni Županije Nógrád.